# Stadio comunale di Andorra la Vella
Lo stadio comunale di Andorra la Vella (in catalano Estadi Comunal d'Andorra La Vella)  è uno stadio di Andorra la Vella, capitale del principato di Andorra.
Lo stadio ha una capienza di 1 300 posti e, insieme all'Estadi Comunal d'Aixovall, ospita tutte le partite del campionato andorrano di calcio di Primera Divisió e Segona Divisió, la Copa Constitució e la Supercoppa d'Andorra. Inoltre lo stadio era utilizzato dall'FC Andorra, che adesso gioca all'Estadi Nacional, e milita nel campionato spagnolo, ed ha ospitato le partite della Nazionale andorrana prima dell'inaugurazione dell'Estadi Nacional nel 2014.